# Jordberga slot
Jordberga slot er et slot i Källstorps sogn i Trelleborgs kommun i Skåne.
Jordberga har en slotspark i engelsk stil fra midten af 1800-tallet. Hovedbygningen er i barokstil. På godsets område ligger resterne af den nedlagte Jordberga sukkerfrabrik. En stor del af fabriksbygningerne blev nedrevet i årene 2009 - 2010.
Jordberga blev etableret gård tilbage i 1300-tallet. Dens første kendte ejer var Anders Hollunger, også kaldet Andreas Gagge. Hans navn findes i et dokument fra 1355, hvor han giver pant i Store Jordberga. Senere nævnes en Henrik Andersen som ejer, sandsynligvis søn af den tidligere. I den følgende del af 1400-tallet og 1500-tallet er nævnes flere fra familien Hollunger som ejere og medlemmer af slægten Gera.
Efter disse ejere overtog Jakob Geed til Rössjöholm Jordberga, og gennem Mogens Tygesen Krabbes ægteskab med Jakob Geeds datter Karen kom Jordberga i Krabbeslægtens eje. Efter Mogens Tygesen Krabbes død i 1564, arvede hans søn Tage godset. Dennes søn, Iver Krabbe var en af den tids rigeste og mest fremtrædende mænd og ejede foruden Jordberga også Högestad og Fulltofta og fik gennem sit ægteskab med Karen Marsvin også Krogholm og Marsvinsholm. Krabbe havde siddet som lensherre i Laholm og derefter Varberg, men måtte overlade lenet til svenskerne ved Brømsebrofreden i 1645. Dette og Gustaf Horns ødelæggelse af Jordberga 1644 under hævntogtet i Skåne og Blekinge gjorde ham hadefuld mod svenskerne. Krabbe var derfor en af de mest glødende fortalere for hævn krig, der endte med freden i 1658, hvor ikke kun hans besiddelser, bl.a. Båhuslen blev tabt, men samtlige Skånelande. Han fik dog lov til at beholde sine godser uden at sværge troskab til den svenske krone.